# Ореховский уезд
Ореховский уезд (Нотебургский лен) — административно-территориальное образование на территории юго-западного Приладожья в XV—XVIII веках, входившее в состав России (Водская пятина) и Швеции. Центром уезда был город Орешек в истоке Невы. В XVIII веке реорганизован в Шлиссельбургский уезд

## История
В 1617 году по Столбовскому миру уезд вошёл в состав Шведского государства. Город Орешек был переименован шведами в Нотеборг, а Ореховский уезд стал называться Нотеборгским леном.
10 августа 1702 года ладожский воевода Пётр Апраксин отрапортовал царю Петру I, что отступающие и избегающие генерального сражения со шведами царские войска разорили без остатка поселения «в неприятельской стороне уезде Ореховской и ниже города Орешка по реке Неве до реки Тосны и до самые Ижорские земли».
Впоследствии, когда эта территория по Ништадскому миру 1721 года вернулась к России, Нотеборг был переименован Петром I в Шлиссельбург, а Шлиссельбургский уезд стал частью сначала Ингерманландской, а потом Петербургской губернии. На территории Ореховского уезда основан Санкт-Петербург (Спас-Городенский погост)

## География
Уезд располагался на севере Ижорской земли (Ингерманландии) и включал юг Карельского перешейка, всё Приневье, а также земли на юг от Невы, в том числе часть южного побережья Финского залива. На севере уезд граничил с Корельским уездом и шведской провинцией Эврепя (фин. Äyräpää) (Огребу — в Ореховском договоре), на западе — с Копорским уездом, на юге — с Ладожским уездом. Ныне на территории Ореховского уезда располагаются Всеволожский, Кировский, Тосненский районы Ленинградской области, а также Санкт-Петербург.

## Состав
Деление Приневья на погосты существовало с древнейших времён — по крайней мере, они упоминаются как сложившиеся единицы в Ореховецком договоре 1323 года. Существовал ли тогда Ореховский уезд — неясно, и о включении погостов в его состав можно говорить уверенно только применительно к XV веку, когда составленная в 1500 году Переписная окладная книга Водской пятины зафиксировала названия уездов, в том числе Ореховского, и деление их на погосты. В частности, там перечисляются:
- Спасской Городенской с центром в селе Спасское (на месте современного Смольного монастыря)
- Егорьевской Лопской, в бассейне реки Назия (Кировский район)
- Никольской Яроселской (Ярвосольской) или Ярвосоль, в районе современных деревень Лезье (Кировский район) и Шапки (Тосненский район)
- Иванской Куиваской (Куйвошской) с центром в Куйвоше (Всеволожский район)
- Воздвиженской Корбоселской (Корбосельской) с центром в Большой Корбоселке (современные Корабсельки), в шведское время центр погоста был перенесен в Токсово (Всеволожский район)
- Ильинской Телкужской (Келтушской) в районе современных Колтушей (Всеволожский район)
- Введенской Дудоровской — современное Красное Село (Санкт-Петербург)
- Никольской Ижерской (Ижорской) в районе современной Ям-Ижоры (Тосненский район)

При этом, согласно пометке в Писцовой книге, Ижерский, Дудоровский и Ярвосольский погосты были переданы в Ореховский уезд из Новгородского где-то в конце XV века.
Погосты именовались следующим образом: первое прилагательное происходило от имени святого, во славу которого была освящена церковь, а второе — по названию главного поселения погоста.